# Grindsted
 Denne artikel omhandler byen Grindsted. Der er også andre byer med dette navn, se Grindsted (Aalborg Kommune).
Grindsted er en by i Sydjylland med 9.745 indbyggere  (2024), beliggende ved Grindsted Å og Grindsted Engsø og omgivet af sandede jorder og store hedestrækninger.
Grindsted ligger i Billund Kommune og hører til Region Syddanmark. Byen ligger 42 km V for regionshovedbyen Vejle og 49 km NØ for havnebyen Esbjerg.

## Historie
Første del af bynavnet kommer af det olddanske gria som betyder "åbning, kløft". Grindsted nævnes første gang i 1300-tallet, og var i flere århundreder blot en landsby på heden.

### Landsbyen
Grindsteds vartegn er Grindsted Kirke, som i folkemunde kaldes "Hedens Domkirke", hvilket den dog ikke var fra starten i 1200-tallet. Først ved en udbygning med et tredelt kirkeskib i årene 1921-23 fik den karakter af en domkirke i romansk stil. Undertiden besøges kirken af storke.
Grindsted landsby bestod i 1682 af 4 gårde. Det samlede dyrkede areal udgjorde 232,9 tønder land skyldsat til 14,32 tønder hartkorn. Dyrkningsmåden var græsmarksbrug med tægter.
Grindsted var indtil over midten af det 19. århundrede en lille, afsides liggende, udpræget hedelandsby. Anlægget af hovedlandevejen Vejle—Grindsted—Varde i 1864 bragte nogen fremgang, som øgedes ved de senere betydelige kulturarbejder i omegnen (opdyrkning og tilplantning af heder, engvandingsanlæg med mere), men først de mange jernbaneanlæg under 1. verdenskrig bevirkede den stærke udvikling, som gjorde Grindsted til et vigtigt jernbaneknudepunkt.

### Jernbanen
I 1875 omtales Grindsted således: "Grindsted ved Landeveien, med Kirke, Præstegaard, Skole, Districtslægebolig, Apothek og Kro". Beliggenheden i et købstadstomt område ved landevejen mellem Varde og Vejle, hvor sidevejen mod nord til Sdr. Omme gik fra, var fordelagtig. Det første marked afholdtes i 1870-erne i Grindsted. Endnu i 1880 havde byen kun 85 indbyggere og i 1890 123.
Omkring århundredeskiftet blev Grindsted beskrevet således: "Grindsted (Grinsted; c. 1340: Grimsteth), ved Landevejen, med Kirke, Præstegd., Skole, Privatskole, meteorol. Station, Missionshus („Pella“, opf. 1891), Epidemihus (opf. 1903, med 8 Senge, for c. 32,700 Kr., Arkitekt: N. Christoph Hansen), Apotek, Distriktslægebolig, praktiserende Læge, Sparekasse for G.-Grene Sogne (opr. 1872; ..., Antal af Konti 602), Andelsmejeri (Kildevæld), Mølle, Bageri, Købmandshdlr., Dampfarveri med Uldspinderi og Klædefabrik, Skotøjsfabrik, m. m., Kro, Markedsplads (Marked i Juni og Sept.), Landbohjem, Postkontor og Telefonst." Allerede på dette tidspunkt havde Grindsted således udviklet sig til en mindre oplandsby med industri. I 1906 havde byen 307 indbyggere. I 1908 blev det besluttet at anlægge en diagonalbane gennem Jylland mellem Randers og Esbjerg. Foruden denne statsbane fik Grindsted i årene 1914-19 tre privatbaner, så Grindsted Station blev på få år et af Danmarks største jernbaneknudepunkter med baner i seks retninger.
I 1911 havde Grindsted 460 indbyggere, i 1916 1.060 indbyggere, i 1921 1.724 indbyggere, i 1925 1.794 indbyggere, i 1930 2.051 indbyggere, i 1935 2.418 indbyggere, i 1940 2.542 indbyggere, i 1945 3.045 indbyggere, i 1950 3.659 indbyggere, i 1955 4.423 indbyggere, i 1960 5.289 indbyggere, i 1965 6.600 indbyggere.
Ifølge folketællingen 1930 levede af Grindsteds 2.051 indbyggere 118 af landbrug, 750 af industri, 305 af handel, 272 af transport, 161 af immateriel virksomhed, 199 af husgerning, 206 var ude af erhverv og 40 havde ikke givet oplysninger.
De fleste strækninger blev nedlagt i 1957-72, godsbanen til Bramming dog først 3. juni 2012. Stationsbygningen er bevaret, nu som rutebilstation, og Grindsted er stadig et betydeligt landevejsknudepunkt. Byen har i dag et større fællesskab med nabobyen Billund end med de andre stationsbyer, den var forbundet med engang.

### Industrien
I 1924 blev kemikaliefabrikken Grindstedværket anlagt i byen, og industrisamfundet voksede efterhånden op, så der både kom cement- og tekstilindustri i byen. I 1931 oprettedes Andelssvineslagteriet Midtjylland, der gennem årerne voksede til en virksomhed der i 1969 beskæftigede ca. 550 medarbejdere. Slagteriet fusionerede i 1971 med slagteriet Tulip, Vejle. Virksomheden fortsatte slagtningerne frem til 2006, hvorefter virksomheden blev nedlagt.(Kilde: Slagterimuseet i Roskilde).
Omkring 1930 beskrives udviklingen i byen således: "Den gamle Kirke er i Aarene 1921—23 saa stærkt udvidet, at den egentlig kan betragtes som en ny; dens Kor er omdannet til Sakristi og dens Skib til Kor, medens der er tilbygget et nyt treskibet Langhus og et 29 m højt, svært Taarn med 4 Gavle (Arkitekt H. Lønborg-Jensen). Ogsaa flere andre Bygninger er udvidede, saaledes Kommuneskolen 1916, Realskolen flere Gange, sidst 1923, Amtssygehuset 1924. Af nyere Bygninger m. m. skal nævnes: Grindsted Museum, stiftet 1923, selvejende Institution, som omfatter en Oldsags- og en kulturhistorisk Samling, i alt c. 3000 Numre; et offentligt Slagtehus og Eksportslagteri (1925); Alderdomshjemmet »De gamles Hjem« (1926). Grindsted er Bitingsted for de vestlige Sogne i 45. Retskreds (Kolding)."

### Kommunalreformen 2007
Grindsted var hovedby i Grindsted Kommune, som med kommunalreformen i 2007 indgik i Billund Kommune, hvor Grindsted er den største by. Det tidligere Grindsted-Vorbasse Museum er nu integreret i nuværende Billund Kommunes Museer.

## Uddannelse
Grindsted har både privat og offentlige grundskoler, gymnasiale uddannelser og erhvervsuddannelser.

## Billeder fra Grindsted
- Slavs Herreds våben
- Det Gamle Vandtårn